# Trump (series)
Trump (estilizado en mayúsculas TRUMP) es una serie de obras de teatro japonesa creada por Kenichi Suemitsu. La serie comenzó con la primera obra de teatro en 2009, y desde entonces le han seguido otras obras, cuentos y conciertos.
Una adaptación a manga con arte de Hamaguri se serializó en la revista de manga seinen Young Ace de Kadokawa Shoten desde noviembre de 2020 hasta diciembre de 2023, con sus capítulos recopilados en cinco volúmenes de tankōbon.
Una adaptación a serie de televisión de anime de J.C.Staff titulada Delico's Nursery se emitió de agosto a noviembre de 2024.

## Personajes
Dali Delico (ダリ・デリコ Dari Deriko?)
 Seiyū: Masakazu Morita
Gerhard Fra (ゲルハルト・フラ Geruharuto Fura?)
 Seiyū: Katsuyuki Konishi
Henrique Lorca (エンリケ・ロルカ Enrike Roruka?)
 Seiyū: Hiro Shimono
Dino Classico (ディーノ・クラシコ Dīno Kurashiko?)
 Seiyū: Takuya Satō
Uru Delico (ウル・デリコ Uru Deriko?)
 Seiyū: Rina Hidaka
Lafaelo Delico (ラファエロ・デリコ Rafaero Deriko?)
 Seiyū: Konomi Kohara
Angelico Fra (アンジェリコ・フラ Anjeriko Fura?)
 Seiyū: Ayasa Itō
Lucia Lorca (ルチア・ロルカ Ruchia Roruka?)
 Seiyū: Yū Wakui
Elena Lorca (エレーナ・ロルカ Erēna Roruka?)
 Seiyū: Sanae Fuku
Theodore Classico (テオドール・クラシコ Teodōru Kurashiko?)
 Seiyū: Chika Anzai
Frieda Delico (フリーダ・デリコ Furīda Deriko?)
 Seiyū: Ai Kayano
Klaus (クラウス Kurausu?)
 Seiyū: Shin-ichiro Miki
Keith (キース Kīsu?)
 Seiyū: Yōhei Azakami
Julas (ジュラス Jurasu?)
 Seiyū: Hikaru Midorikawa
Katarina (カタリナ?)
 Seiyū: Makoto Yasumura
Abraham (アブラハム Aburahamu?)
 Seiyū: Gentoku
Kiki (キキ?)
 Seiyū: Chinatsu Akasaki
Clara (クララ Kurara?)
 Seiyū: Romi Park
Johannes Vlad (ヨハネス・ヴラド Yohanesu Vurado?)
 Seiyū: Taiten Kusunoki
Ferdinand (フィルディナント Ferudinanto?)
 Seiyū: Gentoku

## Contenido de la obra

### Manga
Una adaptación de manga ilustrada por Hamaguri se serializó en la revista de manga seinen Young Ace de Kadokawa Shoten del 4 de noviembre de 2020 al 4 de diciembre de 2023. Sus capítulos se recopilaron en cinco volúmenes de tankōbon desde junio de 2021 hasta febrero de 2024.
Una serie de manga precuela del mismo ilustrador titulada Cocoon comenzará a serializarse en la misma revista en el segundo trimestre de 2024.

#### Lista de volúmenes
| Volúmenes de manga publicados | Volúmenes de manga publicados | Volúmenes de manga publicados |
| Número                        | Fecha de lanzamiento          | ISBN                          |
| ----------------------------- | ----------------------------- | ----------------------------- |
| 1                             | 4 de junio de 2021            | ISBN 978-4-04-111455-1        |
| 2                             | 4 de marzo de 2022            | ISBN 978-4-04-112281-5        |
| 3                             | 2 de diciembre de 2022        | ISBN 978-4-04-112964-7        |
| 4                             | 4 de julio de 2023            | ISBN 978-4-04-113816-8        |
| 5                             | 2 de febrero de 2024          | ISBN 978-4-04-114513-5        |

### Anime
El 4 de agosto de 2023 se anunció una adaptación de la serie de televisión de anime titulada "Delico's Nursery" (デリコズ・ナーサリー, Derikozu Nāsarī). Esta producido por J.C.Staff y dirigida por Hiroshi Nishikiori, con guiones escritos por Kenichi Suemitsu y diseños de personajes de Yōko Itō. sobre los diseños originales de Kо̄ya y la música compuesta por Shunsuke Wada. La serie estaba originalmente programada para julio de 2024, pero luego se retrasó debido a "circunstancias de producción". Se estrenó el 8 de agosto de 2024 en Tokyo MX y otros canales. El tema de apertura es "Unfair" interpretado por Mika Nakashima, mientras que el tema final es "Prayer" interpretado por Anonymouz. Crunchyroll obtuvo la licencia de la serie fuera de Asia.